# 唐海县第三农场
唐海县第三农场，是中华人民共和国河北省唐山市曹妃甸区下辖的一个类似乡级单位。

## 行政区划
唐海县第三农场下辖以下地区：
第三农场社区、北常坨村、南常坨村、兴海村、井坨村和兴港村。